# Rhipidomys cariri
Rhipidomys cariri é uma espécie de mamífero da família Cricetidae. Endêmica do Brasil, onde pode ser encontrado no bioma da Caatinga no estado do Ceará.